# Хёрстен
Хёрстен (нем. Hörsten) — община в Германии, в земле Шлезвиг-Гольштейн. 
Входит в состав района Рендсбург-Экернфёрде. Подчиняется управлению Ефенштедт.  Население составляет 60 человек (на 31 декабря 2010 года). Занимает площадь 8,82 км².